# Деци-
деци- (на латински: decimus - десети) е десетична представка от система SI въведена през 1795 г. Означава се с d и означава умножение с 10-1 (0.1, една десета).
Примери:
39 dB = 39 × 10-1 B = 3.9 B
8 dm = 8 × 10-1 m = 0.8 m